# Patisambhidamagga
El Patisambhidamagga (paṭisambhidā-; pali para "camino de discriminación"; a veces llamado simplemente Patisambhida y abreviado usualmente como: Paṭis, Pṭs) es una escritura budista, parte del Canon Pali del budismo Theravada. Está incluido allí como el duodécimo libro del Khuddaka Nikaya del Sutta Pitaka. Se lo atribuye Sariputta, discípulo del Buda. Consta de 30 capítulos sobre diferentes temas, de los cuales el primero trata sobre el conocimiento y constituye aproximadamente un tercio del libro.

## Historia
La tradición theravada atribuye el Patisambhidamagga a Sariputta. Tiene algunas similitudes con el Dasuttarasutta Sutta del Digha Nikaya, que también se atribuye a Sariputta.
Según la indología alemana, este texto se compuso alrededor del siglo II. Los indicios de la relativa tardanza del texto incluyen numerosas citas del Sutta Pitaka y Vinaya Pitaka, así como una supuesta familiaridad con una variedad de leyendas e historias budistas; por ejemplo, los nombres de varios arahants se dan sin ninguna discusión sobre sus identidades. El término patisambhida no aparece en los textos de sutras y vinaya más antiguos, pero sí aparece tanto en el Abhidhamma como en varios otros textos del  Khuddaka Nikaya considerados relativamente tardíos. Una forma variante, pratisamvid, aparece en sánscrito budista híbrido y sugiere que el concepto en sí era compartido con otras sectas no theravada. El Patisambhidamagga también está incluido en el Dipavamsa en una lista de textos rechazados por los Mahasanghikas. Sobre la base de esta referencia y de ciertos elementos temáticos, A. K. Warder sugirió que alguna forma del texto puede datar del siglo III a. C., la fecha tradicional atribuida al cisma con los Mahasanghikas. L. S. Cousins lo asoció con las divisiones doctrinales del Segundo Concilio Budista y lo fechó en el siglo I a. C.
El Patisambhidamagga ha sido descrito como un "intento de sistematizar el Abhidhamma" y, por tanto, como un posible precursor del Visuddhimagga. El enfoque sistemático del texto y la presencia de una matika (a matriz o diagrama esquematizado de las enseñanzas budistas) que resume el contenido de la primera sección, son características particulares de los textos Abhidhamma, pero también incluye algunas características del Sutta Pitaka, como la invocación repetida de la apertura estándar del sutta "evaṃ me suttaṃ..." ('así he oído...').Su contenido y aspectos de su composición se superponen significativamente con el Vibhanga, y A. K. Warder sugirió que en algún momento de su desarrollo pudo haber sido clasificado como un texto Abhidhamma.
Noa Ronkin sugiere que el Patisambhidamagga probablemente data de la era de la formación del Abhidhamma y representa un desarrollo paralelo de las tradiciones interpretativas reflejadas por el Vibhanga y el Dhammasangani.</ref>

## Vacuidad
El Patisambhidamagga es probablemente el primer texto Pali Abhidhamma que utiliza el término "sabhava" en la sección titulada Suññakatha. Define sabhava como la naturaleza vacía (suññam) de los cinco agregados:
"La materialidad nacida es vacía de sabhava (sabhavena suññam); la materialidad desaparecida es cambiada y vacía. El sentimiento nacido está vacío de sabhava; el sentimiento desaparecido está cambiado y vacío... Conceptualización nacida... Voliciones nacidas... Conciencia nacida. ... El devenir nacido está vacío de sabhava; el devenir desaparecido es a la vez cambiado y vacío. Esto es 'vacío en términos de cambio' ".
El texto también define las esferas de los sentidos como "desprovistas de uno mismo o de lo que le pertenece a uno mismo o de lo que es permanente o eterno o no sujeto a cambio".
Según Noa Ronkin: "este extracto significa que la totalidad de la experiencia humana está desprovista de una sustancia duradera o de cualquier cosa que pertenezca a tal sustancia, porque esta totalidad depende de muchas y diversas condiciones, y tiene la naturaleza de estar sujeta a un proceso continuo de originación y disolución."

## Descripción general
El Patisambhidamagga tiene tres divisiones (vagga) compuestas de diez "capítulos" (kathā ) cada uno para un total de treinta capítulos. Las tres divisiones son:
- Mahāvagga ("Gran División") - comienza con una enumeración (mātikā) de 73 tipos de conocimiento (ñāṇa) que luego se elaboran en detalle.
- Yuganandhavagga ("División de Acoplamiento") - plantea una serie de preguntas.
- Paññāvagga ("División de la Sabiduría"): responde a las preguntas de la división anterior.[2]

## Traducciones
El Patisambhidamagga fue uno de los últimos textos del Canon Pali en traducirse al inglés. Su lenguaje técnico y el uso frecuente de repeticiones y elisiones presentaron un desafío para traductores e intérpretes.Una primera traducción de Bhikkhu Ñanamoli se publicó póstumamente, luego de una extensa edición y reelaboración por parte de A. K. Warder. 
Traducción: The Path of Discrimination (El camino de la discriminación), tr Ñanamoli, 1982, Pali Text Society, Bristol
Además, Mindfulness of Breathing, tr Ñanamoli, 1998 (6.ª ed.), Buddhist Publication Society, Kandy, Sri Lanka, incluye una traducción del Anapanakatha en el Patisambhidamagga, junto con el Anapanasati Sutta y otro material de la literatura pali sobre el tema.